# Grama-See
Der Grama-See (albanisch Liqeni i Grames) ist ein kleiner Bergsee im albanischen Teil des Korabgebirges, der Dibra.
Der See liegt auf einer Terrasse, die im Südwesten steil ins tief eingeschnittene Tal des Grama-Bachs abfällt, auf 1761 m ü. A. Drei Kilometer südlich erhebt sich der Gipfel des Mali i Gramës. Grama ist nicht nur der Name von See, Bach und Berg, sondern des ganzen Teils des Gebirges südwestlich des Korabs, der rund fünfeinhalb Kilometer nordöstlich vom See liegt und der höchste Berg Albaniens und Nordmazedoniens ist.
Der See ist glazialen Ursprungs. Mit einer Fläche von rund fünf Hektar ist er der größte See der Korabregion. Heute ist er durch einen krummen Damm am südlichen Ende gestaut, an dessen östlichem Ende sich ein Abfluss befindet.